# 苏雄锋
苏雄锋（1987年3月21日—）是中华人民共和国田径运动员，参加跳远比赛。他成为2011年亚洲田径锦标赛的亚洲冠军，也是2010年亚洲运动会银牌获得者。他的个人最好一跳8.27米是亚洲室内纪录。
苏雄锋生于广东顺德区，大约2002年对跳远感兴趣，参加高中和大学的比赛。进入华中科技大学后，他赢得2007年全国大学冠军。在2007年中国的顶级青年级别赛事中国城市运动会上，他以个人首个过8米的成绩8.07米击败了挑战冠军的张晓一和李金哲。
2008年他将最好成绩提高了1厘米，在中国奥林匹克测试赛（他得亚军）和钻石联赛上海站（他是中国唯一的奖牌得主）上都跳出了8.08米。因北京2008年夏季奥林匹克运动会的时间安排，当年的中国田径锦标赛延期于10月举办，苏雄锋在更多有经验的敌人缺席的情况下赢得个人首个全国跳远冠军。他代表华中大学参加2009年世界大学生夏季运动会，落后于波兰人马辛·斯塔扎克得第四。他在中华人民共和国第十一届运动会上首次代表本省，尽管在那里跳出当赛季最佳一跳8.05米，仅得第四名。
2010年的室内赛季见证了苏雄锋将自己树立为亚洲最好的跳远运动员之一：3月，他在南京跳出8.27米，打破了黄庚14年的中国室内纪录和穆罕默德·萨尔曼·阿尔库瓦力迪的亚洲室内纪录。该纪录在当年一直是最好的室内成绩，使他在2010年的全球总排名列第七。苏雄锋又创下8.11米的室外最佳成绩赢得大阪大奖赛。在中国锦标赛上，他又跳出刷新战绩的8.17米，击败李金哲，夺得第二个全国冠军。结果，他被选中代表中国参加在他的家乡广东省举办的2010年亚洲运动会。韩国人金德炫赢得比赛，但苏雄锋以8.05米的成绩赢得银牌也是个人首个大赛奖牌。
2011年初苏雄锋赢得全国室内锦标赛，又在上海的钻石联赛上继续取得8.19米的室内最好成绩，落后于米切尔·瓦特得亚军。他作为地区排名领跑者参加了2011年亚洲田径锦标赛，平了自己当年的最好成绩，领先于苏帕纳拉·苏卡斯瓦斯蒂赢得亚洲冠军。

## 外部連結
- 苏雄锋在World Athletics（英语）
- 苏雄锋在Diamond League（英语）
- 苏雄锋在Chinese Olympic Committee (archived)（英语）
- Tilastopaja profile （页面存档备份，存于）